# Otto Graf Lambsdorff
Otto Graf Lambsdorff (Aachen, 20 de dezembro de 1926 - Bonn, 5 de dezembro de 2009) foi um político alemão, membro do Partido Democrático Liberal (FDP).

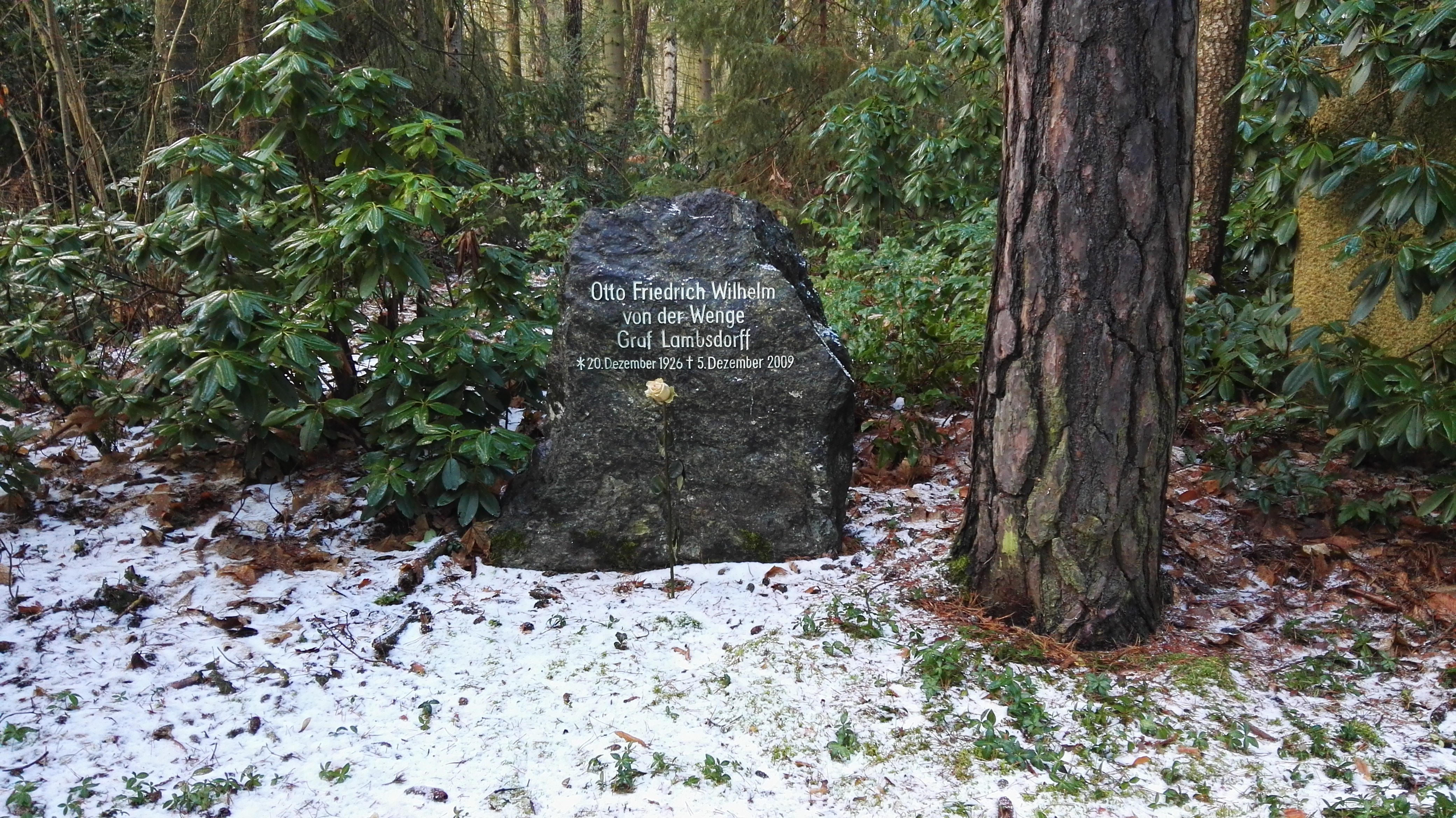
Sepultura no Südwestkirchhof Stahnsdorf

Entre 1977 e 1982, e depois entre 1982 e 1984, foi ministro da economia da República Federal Alemã, bem como presidente do FDP entre 1988 e 1993.
Desde 2004, o seu sobrinho Alexander Graf Lambsdorff representa o FDP no Parlamento Europeu.
Otto faleceu em 5 de dezembro de 2009, aos 82 anos, dias antes de completar 83 anos.